# 완벽한 타인: 킬 모바일
{{영화 정보ㅈ

| 제목     = 완벽한 타인: 킬 브루노 ㅈㅈ.ㅡ
| 원제     = 來電狂響}브루클린 
브ㅡㅡ

《완벽한 타인: 킬 모바일》(중국어: 來電狂響)는 2018년 중국의 코미디 드라마 영화이다.

## 출연진
- 퉁다웨이 - 가적 역
- 마려 - 교교 역
- 곽사연 - 이난 역
- 교삼 - 오소강 역
- 톈위 - 문백 역
- 대악악 - 대대 역
- 해몽요 - 소소 역